# Katsdorf
Katsdorf là một đô thị ở huyện Perg thuộc bang Oberösterreich, Áo. Đô thị Katsdorf có diện tích 14,7 km², dân số thời điểm năm 2006 là 2815 người.